# Lijst van voetbalinterlands Polen - Servië en Montenegro
Deze lijst van voetbalinterlands is een overzicht van alle officièle voetbalwedstrijden tussen de nationale teams van Polen en Servië en Montenegro. De landen speelden in totaal twee keer tegen elkaar. De eerste ontmoeting, een vriendschappelijke wedstrijd, werd gespeeld in Płock op 16 november 2003. Het laatste duel, eveneens een vriendschappelijke wedstrijd, vond plaats op 15 augustus 2005 in Kiev (Oekraïne).

## Wedstrijden
| № | Plaats | Datum            | Competitie        | Wedstrijd                    | Uitslag |
| - | ------ | ---------------- | ----------------- | ---------------------------- | ------- |
| 1 | Płock  | 16 november 2003 | Vriendschappelijk | Polen – Servië en Montenegro | 4 – 3   |
| 2 | Kiev   | 15 augustus 2005 | Vriendschappelijk | Polen – Servië en Montenegro | 3 – 2   |

## Samenvatting
| Competitie        | Totaal gespeeld | Winst Polen | Gelijk | Winst Servië en M. | Doelsaldo Polen – Servië en M. |
| ----------------- | --------------- | ----------- | ------ | ------------------ | ------------------------------ |
| Vriendschappelijk | 2               | 2           | 0      | 0                  | 7 − 5                          |
| Totaal            | 2               | 2           | 0      | 0                  | 7 − 5                          |

## Details

### Eerste ontmoeting
| Vriendschappelijk (Płock, Polen, 16 november 2003): |              | |
| Polen | 4 – 3        | Servië en Montenegro |
| Andrzej Niedzielan 27' Grzegorz Rasiak 30' Kamil Kosowski 73' Maciej Żurawski 82' | goals        | 70' Dejan Stanković 78' Zvonimir Vukić 87' Ivica Iliev |
| Paweł Janas | bondscoach   | Ilija Petković |
| Jerzy Dudek 46' Marcin Baszczyński Tomasz Kłos Tomasz Hajto Tomasz Rząsa Kamil Kosowski 85' Mariusz Lewandowski Mariusz Kukiełka 87' Jacek Krzynówek Grzegorz Rasiak 46' Andrzej Niedzielan 46' | opstellingen | Dragan Žilić 85' Dragan Šarac 55' Predrag Ocokoljić 70' Nenad Đorđević Milan Dudić 86' Dejan Stanković Mladen Krstajić 69' Dragan Mladenović 50' Saša Ilić 58' Savo Milošević 84' Darko Kovačević |
| Grzegorz Szamotulski 46' Marek Saganowski 46' 88' Maciej Żurawski 46' Damian Gorawski 85' Jarosław Bieniuk 87' Łukasz Surma 88'                                                                 | wissels      | 50' Branko Bošković 55' Slobodan Marković 58' Ivica Iliev 69' Zvonimir Vukić 70' Nikola Malbaša 84' Marko Pantelić 85' Nenad Brnović 86' Igor Duljaj                                              |
| | gele kaarten | 34' Dejan Stanković 52' Predrag Ocokoljić |
| - Debuut van Predrag Ocokoljić en Marko Pantelić voor Servië en Montenegro. |              | |

### Tweede ontmoeting
| Vriendschappelijk (Kiev, Oekraïne, 15 augustus 2005): |              | |
| Polen | 3 – 2        | Servië en Montenegro |
| Tomasz Frankowski 30' Grzegorz Rasiak 37' Tomasz Frankowski 42' (pen.) | goals        | 32' Nikola Žigić 59' Nemanja Vidić |
| Paweł Janas | bondscoach   | Ilija Petković |
| Wojciech Kowalewski 80' Marcin Baszczyński Jacek Bąk 46' Dariusz Dudka Mariusz Jop Damian Gorawski 75' Kamil Kosowski 88' Mariusz Lewandowski Radosław Sobolewski Tomasz Frankowski 46' Grzegorz Rasiak 71' | opstellingen | Dragoslav Jevrić 66' Marjan Marković Nemanja Vidić Goran Gavrančić Aleksandar Luković Igor Duljaj 83' Predrag Đorđević 81' Dejan Stanković 61' Zvonimir Vukić 46' Mateja Kežman 83' Nikola Žigić |
| Tomasz Kłos 46' Sebastian Mila 46' Maciej Żurawski 71' Tomasz Rząsa 75' Sebastian Przyrowski 80' Michał Żewłakow 88'                                                                                        | wissels      | 46' Savo Milošević 61' Saša Ilić 66' Ognjen Koroman 81' Miloš Marić 83' Dragan Mladenović 83' Danijel Ljuboja                                                                                    |
| | gele kaarten | ??' Marjan Marković ??' Saša Ilić |
| - Debuut van Sebastian Przyrowski (SSA Dyskobolia) voor Polen. - Debuut van Aleksandar Luković (Rode Ster Belgrado) voor Servië en Montenegro.                                                              |              | |